# Algunguis toronus
Algunguis toronus är en mångfotingart som beskrevs av Chamberlin 1950. Algunguis toronus ingår i släktet Algunguis och familjen småjordkrypare.
Artens utbredningsområde är Puerto Rico. Inga underarter finns listade i Catalogue of Life.